# Francisco de Castro Morais
Francisco de Castro Morais CvC (falecido em Chaves, 13 de setembro de 1738) foi um administrador colonial português, fidalgo da Casa Real e Cavaleiro da Ordem de Cristo.

## Vida
Serviu o Reino de Portugal por tempo de 29 anos em praça de soldado, capitão de infantaria, ajudante de tenente de mestre de campo general, sargento mor e tenente general de artilharia na província de Trás os Montes. Também foi mestre de campo no Rio de Janeiro.
Foi governador e capitão-geral da capitania do Rio de Janeiro, de 1697 a 1699, da capitania de Pernambuco, de 3 de novembro de 1703 a 9 de junho de 1707 e, novamente da capitania do Rio de Janeiro, de 1710 a 1711. Os cariocas, que jamais o estimaram, apelidaram-no com irreverência «O Vaca».
Era irmão de Gregório de Castro Morais, que também governou o Rio de Janeiro interinamente de 1704 a 1705 e de 1709 a 1710 - e não podia ser maior a antítese entre os irmãos.
Em sua gestão, o Rio de Janeiro foi por duas vezes invadida por corsários franceses: em 1710, por Jean-François Duclerc e em 1711 por René Duguay-Trouin. Na invasão assumida por Duclerc, Morais, teve um importante papel de estratégia na defesa da capital, Rio de Janeiro. Sua estratégia foi bem-sucedida, visando sempre a defesa, conseguindo prender a tropa francesa logo no primeiro dia que a tropa chegou à capital da colônia.
Francisco de Castro Morais redigiu um documento, «Relação da infeliz desgraça que sucedeu na cidade do Rio de Janeiro com a guerra que segunda vez lhe foram fazer os franceses em setembro de 1711», copiado por Alberto Lamego e publicado em seu artigo «Os Franceses no Rio de Janeiro», in «Biblioteca do Exército», volume 148, página 811, ed. 1950, Rio de Janeiro. Tinha razão, entretanto, em se queixar Castro Morais da qualidade de seus soldados (embora o historiador inglês C. R. Boxer afirme que não há maus soldados mas sim maus oficiais comandantes), pois estavam descontentes com o permanente atraso em seus vencimentos, com as precárias condições de vida - dentro e fora das casernas.
Duguay-Trouin não encontrou resistência por mar nem por parte dos militares encarregados da defesa dos pontos estratégicos do Rio de Janeiro. Desembarcando na cidade, os franceses encontraram apenas pequenos grupos civis, mormente após a fuga do governador Castro Morais, de seus acólitos e dos chefes militares - o que teria sido mais assustador para os cariocas do que a presença dos franceses, cuja invasão teve fim após o pagamento de um "resgate" pela cidade: 600 mil cruzados em ouro, 200 bois e 100 caixas de açúcar.
Após o evento foi preso na Índias portuguesas e terminou seus dias em 13 de setembro de 1738 em Chaves, Portugal.

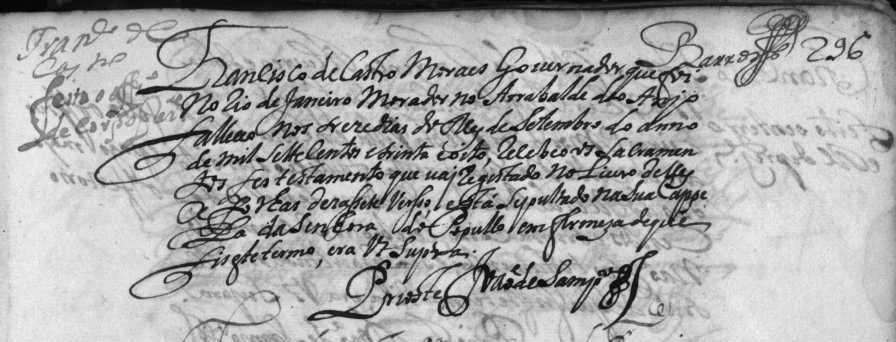
Detalhe do atestado de óbito de Francisco de Castro Morais, governador do Rio de Janeiro. Falecido em Chaves em 13-09-1738